# سندرم HHH
سندرم هیپر آمونمی، هیپراورنیتینمی و هموسیترولینوری ( Hyperornithinemia-Hyperammonemia-Homocitrullinuria syndrom) که به اختصار سندرم HHH نیز خوانده میشود و گاه از آن با نام نقص اورنیتین ترانس لوکاز هم یاد میشود, نوعی اختلال در چرخه اوره است که باعث باعث افزایش سطح آمونیاک در خون میشود. 

## علائم بالینی
- زمان تولد: طبیعی.
- دوره نوزادی: حملات متناوب افزایش آمونیاک خون.
- دوره شیرخوارگی: استفراغ، خواب آلودگی، اغماء، عدم تعادل، تحریک پذیری، افتادن سر و اسپاسم میوکلونیک، اختلال رشد، تاخیر تکامل، عقب ماندگی ذهنی و تشنج.
- دوره کودکی: عقب ماندگی ذهنی و عملکرد بد در مدرسه.
- دوران نوجوانی و بزرگسالی: عقب ماندگی ذهنی، تشنج، حملات سردرد که به سمت عدم هشیاری می رود، فلج اسپاستیک پیشرونده اندامهای تحتانی، شروع اشکال پیشرونده در راه رفتن از نوجوانی، افزایش رفلکسهای تاندونی، بابنسکی مثبت و کلونوس، لکنت زبان و شخصیت تهاجمی.

## نقص بیوشیمی
نقص در انتقال اورنیتین به میتوکندری که در طی سیکل اوره در سلول های هپاتوسیت کبد اتفاق میفتد

## توارث ژنتیکی
اتوزوم مغلوب.

## میزان بروز
بسیار پائین.

## روش تشخیص
- اسیدهای آمینه پلاسما: آرژنین و سیترولین طبیعی، اورنیتین خیلی بالا (در نوزاد ممکن است طبیعی باشد)، گلوتامین و آلانین بالا، لیزین بالا در زمان بالا بودن آمونیاک خون.
- ادرار: اسید اوروتیک بالا در نیمی از موارد.
- اسیدهای آمینه ادرار: هموسیترولین و اورنیتین بالا.
- بررسی آنزیم.

## درمان
در فاز حاد مانند سایر نقائص چرخه اوره است. در فاز مزمن محدودیت مصرف پروتئین و تجویز روزانه 7.5 گرم آرژنین هیدروکلراید یا 6 گرم لیزین هیدروکلراید و 6 گرم اورنیتین هیدروکلراید لازم است.

## آزمون تشخیص قبل از تولد
ندارد.